# Intsia
Genre
Classification phylogénétique
Intsia est un genre de plantes à fleurs dicotylédones de la famille des Fabaceae, sous-famille des Caesalpinioideae, qui comprend six espèces acceptées. Ce sont des arbres originaires des régions tropicales d'Afrique, d'Asie et d'Australie. 

## Description
Ce sont des arbres à feuilles persistantes, dont certaines espèces fournissent des bois d'œuvre appréciés, par exemple le merbau.

## Liste d'espèces
Selon The Plant List (21 septembre 2018) :
- Intsia africana (Sm.) Kuntze
- Intsia attenuata (Klotzsch) Kuntze
- Intsia bijuga (Colebr.) Kuntze
- Intsia bracteata (Vogel ex Benth.) Kuntze
- Intsia cuanzensis (Oliv.) Kuntze
- Intsia palembanica Miq.
- Intsia petersiana (Klotzsch) Kuntze
- Intsia rhombodea (Vidal) Kuntze